# Saigontourist
Saigontourist (vietnamien : Tổng Công ty Du lịch Sài Gòn) est une entreprise publique dont le siège est à Hô Chi Minh-Ville, au Viêt Nam. 

## Présentation
Fondée en 1975, la société gère maintenant huit sociétés de services de voyage, 54 hôtels, 13 centres de villégiature et 28 restaurants. Elle a investi dans plus de 50 sociétés nationales et neuf coentreprises à participation étrangère.
Saigontourist détient des participations dans sept hôtels cinq étoiles à Hô Chi Minh-Ville, dont l'hôtel Caravelle, l'hôtel Rex, l'Hôtel Continental, et l'hôtel Majestic, le Sheraton Saigon et le Pullman Saigon Centre, ainsi que le Majestic un hôtel cinq étoiles dans la province septentrionale de Quang Ninh.
Il a également investi dans une série d'hôtels quatre étoiles à Hô Chi Minh-Ville, notamment à Vinh, Đồng Hới,  Huế, Da Nang, Quy Nhơn, Nha Trang, Phan Rang, Mũi Né et Da Lat.
La société investit également dans la construction de deux autres hôtels cinq étoiles – un à Hô Chi Minh-Ville et un à Da Nang.

## Activité
En 2018, Saigontourist a accueilli 2,92 millions de visiteurs, soit une hausse de 14,8% par rapport à 2017. 
L'occupation moyenne de ses hôtels était de 68%, contre 64% en 2017. 
La société a enregistré un chiffre d'affaires de 6 700 milliards de VND (288,8 millions USD), en hausse de 7 %, et un bénéfice après impôt consolidé de 983 milliards de VND (42,3 millions de dollars), en baisse de 15%.
À la fin de 2018, Saigontourist avait un actif total de 11,9 milliards de VND (517 millions de USD), un capital de 7 milliards de VND (301 millions USD) et un bénéfice de plus de 2 milliards de VND (86 millions USD).